# Redlmühl (Gemeinde Grünau)
Die Redlmühle ist eine Rotte in der Gemeinde Grünau im Almtal im Bezirk Gmunden in Oberösterreich.

## Geographie
Redlmühle umfasst etwa zehn Gebäude und liegt 1,8 km nördlich der Ortschaft Grünau im Almtal im Almtal auf einer Höhe von 500 m ü. A.

## Geschichte
Die Wassermühle wird erstmals im Wallseer Urbar 1406 als alte Mühle erwähnt. 1449 unter dem Eigentümer Jörg Rötl, als Namensgeber, 1655 Wolf Drack wird im Urbar die Herrschaft Scharnstein (Jörger) notiert. Ursprünglich wurde sie als kleine Getreidemühle errichtet und mit einem 850 Meter langen Mühlbach durch Ausleitung aus der Alm angetrieben. Im 16. Jahrhundert wurde sie erweitert und zur Sägemühle ausgebaut. Im waldreichen Almtal wurde Rundholz durch Holztrift am Fluss und deren Zubringern zum Sägewerk Redlmühle transportiert. Schnittholz wurde neben reger Rundholzhandelstätigkeit am Wasserweg durch Flößerei an verschiedene Bestimmungsorte entlang des Flussverlaufs Alm–Traun–Donau geliefert. Die Städte Wels, Ebelsberg, Wien waren wichtige Abnehmer. Mehr als 200 Jahre lang ist eine Betreiberfamilie Draxler notiert. 1919 erwarb die Wiener Firma Österr. Wald- und Holzindustrie Aktiengesellschaft die Redlmühle, ließ die Getreidemühle und die Wasserräder entfernen, beendete die große anhaftende Landwirtschaft und baute zu einem modernen Sägewerk mit zwei Vollgattern und einer Francisturbine als Energiequelle aus. Es wurde im Dreischichtbetrieb Tag und Nacht produziert. Nach einigen Eigentümerwechseln wurde der Sägewerksbetrieb 1978 eingestellt.

## Heutige Nutzung

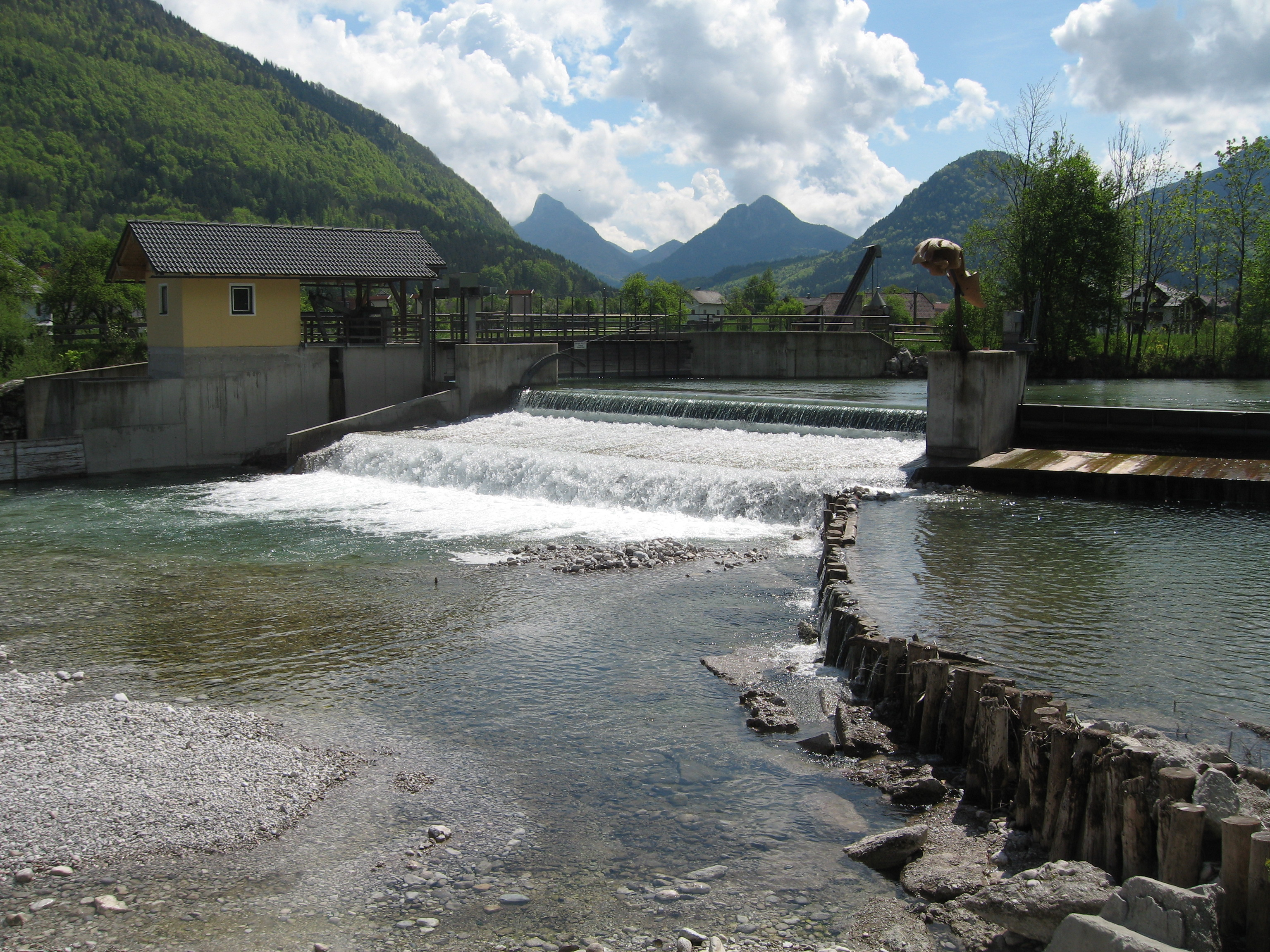
Wehr- und Laufkraftwerk „Redlmühle II“ errichtet 2005

Heute wird mittels den Kleinwasserkraftwerken Redlmühle I (Hauptwerk) und Redlmühle II (als Restwasserkraftwerk an der Wehr) als einziges Rudiment des Mühlenbetriebs und durch mehrere Photovoltaikanlagen Elektrizität erzeugt, die mittels eigenem Niederspannungs-Verteilnetz ca. 80 Gebäude in der näheren Umgebung versorgt, aber auch in das öffentliche Stromnetz einspeist. Es sind zwei doppelt regulierte Kaplanturbinen im Einsatz. Am Gebäude ist historische Bausubstanz. Es beinhaltet heute zwei Gewerbebetriebe und Mietwohnungen.

## Verkehr
Eine Gemeindestraße verbindet mit Grünau und zu der 6 km nördlich verlaufenden B 120 hin. An der Almseestraße gibt es eine Bushaltestelle.